# Johnson Hill
Der Johnson Hill ist ein 230 m hoher und vergletscherter Hügel aus basaltischen Agglomeraten auf der antarktischen Ross-Insel. Er ragt zwischen der südlichsten Kolonie von Adeliepinguinen und dem Rand der Eiskappe am eisfreien Westhang des Mount Bird auf. Nach Süden grenzt er an den Shell Glacier, nach Norden an den Fitzgerald Stream.
Wissenschaftler einer von 1958 bis 1959 durchgeführten Kampagne der New Zealand Geological Survey Antarctic Expedition (NZGSAE) benannten ihn. Namensgeber ist der US-amerikanische Geologe Charles G. Johnson vom United States Geological Survey, der in dieser Zeit die Gebiete um die Beaufort-Insel und Kap Bird erkundet hatte.